# Castillo Dzhavajaant

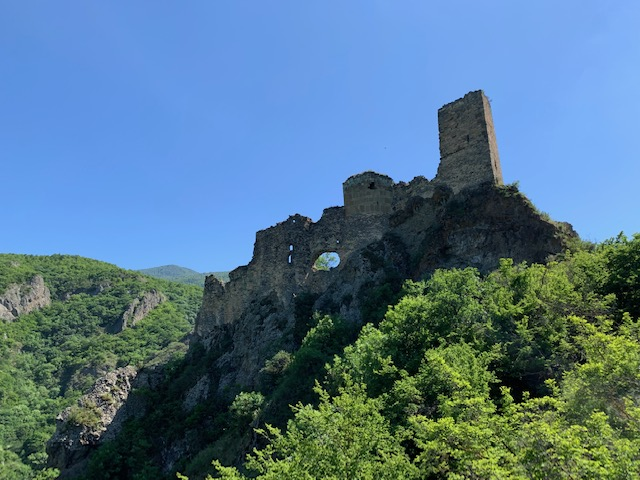
Castillo Drisi, ubicado dentro de la fortaleza

El castillo Dzhavajaant (en georgiano: დრისის ჯავახაანთ ციხე, transliterado al inglés como Javakhaant) es una fortaleza ubicada en la cima de una roca, sobre la orilla izquierda del río Tedzami, a 400 metros al oeste de la aldea de Chqopiani, distrito de Kaspi, Georgia. El complejo consta de un castillo, una muralla, una iglesia, una torre y un palacio. 

## Diseño
El complejo tenía un muro con decoraciones intrincadas. Los constructores utilizaron capas rocosas en todas partes. Todos los edificios, a excepción de la iglesia, están construidos con piedra arenisca y adoquines. Al norte se encuentra una torre, y al sur hay un palacio, que en la actualidad está bastante arruinado. La iglesia, que se ubica en la parte superior del castillo, es de tipo salón y está construida con un cuadrado de toba verde. Lleva el nombre de Iglesia de San Jorge y su entrada está en la pared oeste. El complejo también alberga edificios agrícolas que han sido seriamente dañados.
Se puede llegar al castillo desde el este por un sendero a través del bosque, así como desde el oeste, aunque el camino es mucho más difícil. Al este del castillo, a poca distancia del barranco en el lado opuesto de la colina hay una pequeña iglesia con una entrada al sur.
Según el Decreto presidencial de 2006 del Presidente de Georgia, la fortaleza Dzhavajant recibió la categoría de Monumento de importancia nacional.